# Mastaba de Seshemnefer III
Le mastaba de Seshemnefer III (Śšmnfr III), inventorié G 5170 — également appelé « mastaba de Tübingen », —, est un tombeau de la civilisation égyptienne antique situé sur le plateau de Gizeh, dans la nécropole établie à l'ouest de la Grande pyramide.
La construction du tombeau de Seshemnefer III est datée du XXIVe siècle,,, au cours de la Ve dynastie, sous Djedkarê Isési — vers la moitié ou la fin du règne de ce souverain.
Le tombeau a été découvert puis fouillé par Georg Steindorff à la fin des années 1900,. La sépulture a ensuite fait l'objet de plusieurs campagnes de fouilles successivement conduites par Hermann Junker dans les années 1910 et 1920,.

## Situation
| - OpenStreetMap Emplacement du mastaba (indiqué ici au centre de la carte par un point orangé) au sein de la nécropole ouest de Gizeh. |

Le mastaba de Seshemnefer III est construit sur un escarpement de roches calcaires faisant partie du plateau de Gizeh, plateau délimité à l'ouest et à l'est par des oueds.

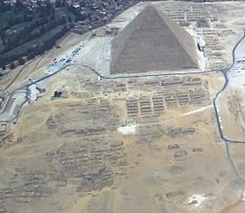
Vue aérienne du cimetière ouest du complexe funéraire de Khéops.

Le tombeau de Seshemnefer III trouve son emplacement dans la partie nord de l'ensemble funéraire dit « cimetière en échelon »,,,,,. Le tombeau du dignitaire égyptien fait partie des vingt-cinq mastabas constituant les trois rangées du cimetière en échelon,. Le cimetière « en échelon », qui englobe les séries de tombeaux indexées aux numéros d'inventaires G 4900 à G 5200, présente, à contrario des cimetières primitifs du complexe de Khéops, avec un plan quadrillé, un aménagement de sépultures « décalées les unes par rapport aux autres, de façon que l'entrée d'un mastaba soit face à
une « rue » »,. Cet ensemble funéraire, adjoint aux cimetières dits « primitifs », est situé dans le cimetière ouest du complexe funéraire de Khéops,,,,. Le cimetière à échelon est délimité par l'extrémité orientale des cimetières G 4000 et G 2000, du côté ouest, et par de l'enceinte de la Grande pyramide, à l'est,,,,,,,.
Le mastaba de Seshemnefer III est établi au point de coordonnées géographiques suivant : 29° 58′ 48″ N, 31° 07′ 55″ E,. Le tombeau du vizir trouve son emplacement à l'est de la sépulture d'Hémiounou (G 4000). Il est mitoyen du mastaba de Seshemnefer II (G 5080),.
Sur son côté Sud, le mastaba de Seshemnefer III est relié à celui de Raouer Ier,. Un espace, une sorte de cour, de 14 m de long sur 5,80 m de large, vient séparer les deux tombeaux du côté Est.
Le mastaba du prêtre lecteur de Seshemnefer III, Penmerou (de), situé au nord-est de celui du vizir, à une distance de 85 m, est construit le long de la même voie (« la rue du vizir Seshemnefer », laquelle débute au niveau du mastaba de Seshemnefer III pour se terminer à celui du prêtre-lecteur Penmerou, axe parallèle à la face occidentale de la Grande Pyramide,,.

## Historique

### Contexte historique

#### Construction du cimetière en échelon
Pour Hermann Junker, la construction du cimetière en échelon peut être assignée au début ou au milieu de la Ve dynastie,,. Sous la Ve dynastie, la nécropole royale est transposée à Saqqarah et Junker associe le passage d'un plan hippodamien vers un plan échelonné à la disparition du statut de Gizeh en tant que nécropole de la résidence royale de Memphis,.
George Andrew Reisner, en prenant appui sur l'apparition d'une chapelle intérieure pourvue de deux niches — à la différence des chapelles internes à une seule niche, sous le règne de Khéops —, considère quant à lui que l'édification du cimetière en échelon peut être attribuée au règne de Khéphren et que son utilisation peut être datée vers la fin de la IVe dynastie, pendant et après le règne de Mykérinos,.
Jean Sainte Fare Garnot attribue la construction du cimetière en échelon au règne de Khéphren. Sur l'époque d'érection de cette partie de la nécropole de Gizeh, l'égyptologue autrichien Peter Jánosi n'a pas de position déterminée : les tumuli constituant le cimetière « en échelon » peuvent être datés du règne de Khéphren ou de celui de Mykérinos.

#### Éléments prosopographiques deSeshemneferIII

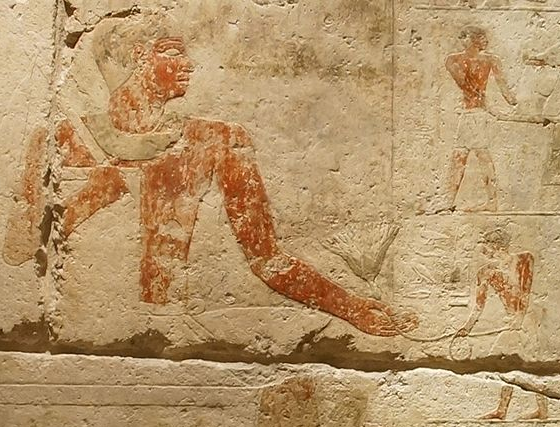
Représentation de Seshemnefer III.

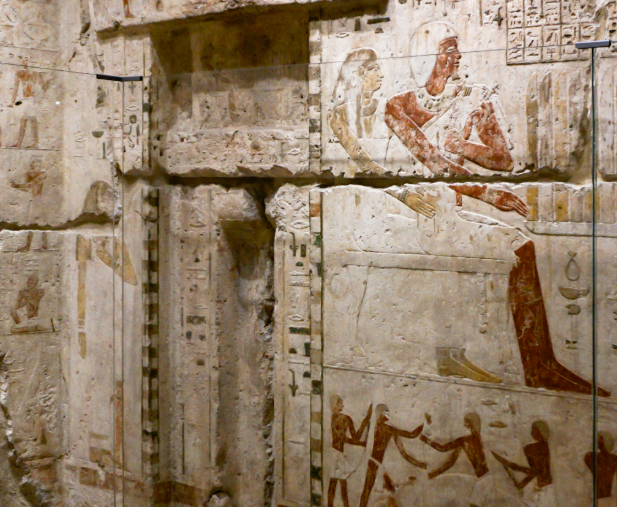
La mère de Seshemnefer, en bas à gauche de la fausse porte ; Seshmenefer et son épouse à droite.

L'étude prosopographique montre que Seshemnefer III (issu de la translittération Śšmnfr III ou Śšm-nfr III) a très probablement exercé la fonction de vizir,,. Il aurait précédé Senedjemib Inti,,. Appartenant à une lignée de scribes — comme son grand-père, Seshemnefer Ier et son père, Seshemnefer II —, il aurait, à son tour, très probablement exercé cette fonction avant de devenir vizir,. Pour Bernhard Grdseloff, Śšm-nfr III, durant la période précédant son vizirat — soit la plus grande partie de sa vie —, aurait exercé une haute fonction au sein de la chancellerie royale,.
Seshemnefer III a été servi par Penmeru (de), prêtre-lecteur du temple de Mykérinos, mais le nom de ce dernier n'est pas mentionné au sein de la chambre funéraire du vizir,,. Le tombeau du prêtre, inventorié G 2197, est daté de la dernière partie de la Ve dynastie,,.
Seshemnefer III poursuit la « tradition familiale » en faisant édifier son tombeau à proximité des siens, dans le cimetière ouest, et, à l'instar de Seshemnefer II avant lui et de Seshemnefer IV après lui, se fait enterrer avec les restes de sa mère,,, (Henutsen,).
En se basant sur la chronologie royale établie par Jürgen von Beckerath et en supposant que le vizir égyptien a eu une durée de vie d'environ soixante ans, Hartwig Altenmüller propose que Seshemnefer III ait vécu sous le règne de Niouserrê, puis sous ceux de Menkaouhor et de Djedkarê Isési.
Ingrid Gammer-Wallert donne une estimation des dates de vie de Seshemnefer III proches de celles proposées par Altenmüller. Gammer-Wallert évalue ainsi que le haut-magistrat de l'Égypte antique est né durant la souveraineté de Niouserrê (entre 2 414 et 2 395 avant notre ère) et est mort au cours du règne de Djedkarê Isési (entre 2 367 et 2 355).

### Construction, datation et utilisation du tombeau
De même que les autres tumuli du cimetière en échelon — le tumulus constituant le « noyau » du mastaba,, —, celui du tombeau funéraire G 5170 a été probablement érigé sous Khéphren ou Mykérinos,.
La chapelle du tombeau de Seshemnefer III est l'une des six chambres cultuelles à décors du cimetière en échelon ayant permis d'identifier le noms de son propriétaire. La plupart des égyptologues s'accordent pour dater la construction de ces chapelles décorées à la Ve dynastie. Toutefois, une datation plus précise n'est ni tranchée ni établie de manière unanime : un premier postulat place l'élévation de ces chapelles au début de la Ve dynastie, entre 63 et 82 ans après le règne de Khéops ; un second postulat place la construction des chapelles au cours des règnes de Néferirkarê Kakaï et de Niouserrê ; enfin un troisième postulat attribue la construction des chapelles entre 82 et 182 ans après le règne de Khéops. Pour Nigel Strudwick, la chambre cultuelle de la sépulture de Seshemnefer III a été décorée en majeure partie avant que la personnalité égyptienne n'exerce la fonction de vizir.
L'achèvement de la construction du mastaba de Seshemnefer III ainsi que son utilisation sont généralement attribuées à la fin de la Ve dynastie : soit au début ou au milieu du règne de Djedkarê Isési, comme l'ont proposé Junker, puis Klaus Baer, Bertha Porter et Rosalind Moss, Nigel Strudwick enfin Ingrid Gamer-Wallert ; soit à la fin du règne de Niouserrê, comme l'a suggéré Emma Brunner-Traut,,,,.
Bernhard Grdseloff date également le mastaba vers la fin de la Ve dynastie, à l'instar de celui du prêtre-lecteur Penmerou,. Grdseloff précise en outre que l'achèvement de l'édification du tombeau de Seshemnefer III correspond probablement au début de son vizirat.
Cependant, Michel Baud, en prenant appui sur les critères de datation de mastabas établis par Nadine Cherpion, estime que la date de construction et d'utilisation du tombeau de Seshemnefer III « doit être préciser ». Baud considère par ailleurs que la fin de la Ve dynastie comme époque de construction du tombeau « ne repose sur aucun argument solide ». À cet effet, l'égyptologue français, soulignant que d'une part que la liste des domaines mis en évidence au sein de la chambre cultuelle s'arrête à Néferirkarê Kakaï, et que d'autre part, compte tenu des critères iconographiques 24, 47, et 57, les décorations qui ornent les murs de la sépulture ne peuvent dépasser le règne de Niouserrê, la construction du mastaba date beaucoup plus probablement du milieu de la Ve dynastie,,,.
Pour autant, Hartwig Altenmüller place l'édification du mastaba de Seshemnefer III pour la fin de la Ve dynastie,,. Altenmüller, en se basant d'une part sur les interconnexions familiales du vizir et celles de son père et de son grand-père, d'autre part sur la comparaison des scènes peintes sur des sépultures des Iymery et celles des Seshemnefer, fonde le postulat que la construction de la tombe de Seshemnefer III est à dater pour la fin du règne de Djedkarê Isési.

### Découverte et fouilles

#### Premiers travaux dans le cimetière ouest
Au milieu du XIXe siècle, alors qu'il entreprend des travaux de fouilles dans le cimetière ouest de Gizeh, Mariette, sur l'une des parois en calcaire de la tombe de « Sem-nefer », identifie l'un des titres du dignitaire égyptien — « Chef des écrivains » — ainsi que les noms de son épouse (« Hotep-her-s ») et de sa mère (« Hen-ou-sen »),,. Sur la paroi de calcaire, mesurant environ 3,60 m de long sur 2,90 m de haut et dont la partie centrale est flanquée de deux stèles « arrangées dans le style ordinaire de l'époque », l'égyptologue français reconnaît également les cartouches propres aux domaines de Snéfrou, de Khéops, de Khéphren, d'Ouserkaf, de Sahourê et de Néferirkarê,.

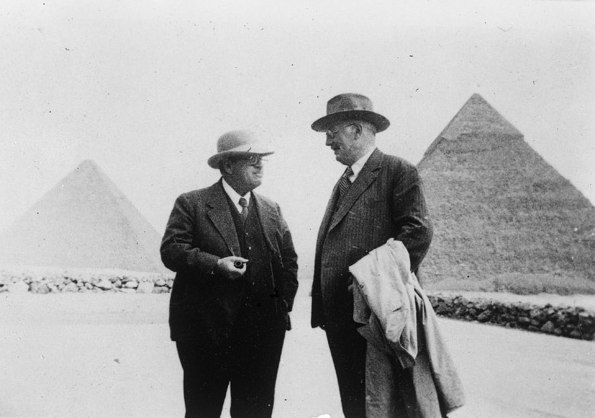
George Andrew Reisner et Georg Steindorff.

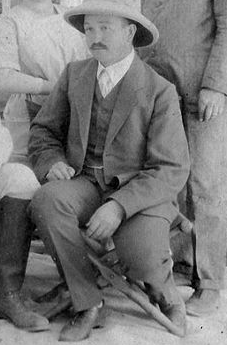
Hermann Junker.

Au début du XXe siècle, les terrains de fouilles du cimetière de l'ouest sont partagés entre les concessions américaines, italiennes et allemandes,.
En décembre 1902, sous l'égide du musée égyptologique de Turin, l'archéologue et égyptologue italien Ernesto Schiaparelli, obtient la concession de fouilles du cimetière est et de la partie sud du cimetière ouest. Cette zone de fouilles du cimetière ouest, située juste derrière le côté occidental de la pyramide de Khéops, est alors subdivisée en plusieurs parcelles. Après les travaux dirigés par Schiaparelli, la concession de la zone de fouilles revient à l'université Harvard et au musée des Beaux-Arts de Boston. La conduite des fouilles est confiée à l'égyptologue américain George Andrew Reisner.

#### Expédition Sieglin et travaux de Steindorff
En 1905, Georg Steindorff, avec le soutien financier de Wilhelm Pelizaeus (de), reçoit la concession de l'université de Leipzig dans le cimetière ouest, concession créée en 1903. Les travaux d'exploration de la zone de fouilles, conduits par Steindorff sont entrepris avec l'aide d'Uvo Hölscher,.
Le mastaba est découvert par Steindorff en 1908, au cours d'une expédition en Égypte conduite par Ernst von Sieglin (de),,. Le tombeau fait l'objet d'une fouille, puis en 1909 et 1910,,. Le tombeau de Seshemnefer III se trouve alors dans une zone de concession germano-autrichienne. La campagne de fouille du tombeau de 1910, commencée en septembre, nécessite une main-d'œuvre constituée d'environ soixante-dix hommes. Les blocs de l'édifice funéraire, chacun faisant un peu plus de cinquante centimètres de long, sont morcelés à la pioche, par fragment de vingt centimètres.
La chapelle (ou chambre des offrandes), découverte fortuitement et bien plutôt par Auguste Mariette, est fouillée par Steindorf et Wilhelm Sieglin (de),,. Le nom du propriétaire du mastaba, dont les signes hiéroglyphiques apparaissent sur les bas-reliefs de la chapelle, est identifié vers la fin du mois de novembre,. Après le démantèlement du mastaba, les dalles sur lesquelles la fresque murale de la chapelle est transportée jusqu'au Landesmuseum Württemberg en 1911,. Seules les plaques formant l'assise du revêtement des murs de la chapelle, dépourvues de bas-reliefs, sont laisées sur place, dans leur état d'origine. En février 1911, l'institut d'égyptologie de l'université de Tübingen rachète les vestiges du mastaba pour un montant s'élevant entre 30 000 et 40 000 Marks.

#### Travaux de Junker
Le mastaba fait l'objet de fouilles systématiques à partir de 1912 par Hermann Junker. Durant cette période, Junker mène deux campagnes : la première en 1913-1914 et la seconde en 1926. L'égyptologue allemand réalise notamment les fouilles de l'entrée de la superstructure, de l'antichambre ainsi que du puits funéraire nord. En 1926, Junker concentre ses recherches sur les puits nord et sud et des chambres funéraires qui leur sont attenantes. Le tombeau est fouillé sur une profondeur de douze mètres. Dans la chambre funéraire desservie par le puits nord, ayant probablement fait l'objet d'un pillage, Junker et son équipe mettent au jour un sarcophage contenant les restes de la mère de Seshemnefer. Le cercueil, dont la dalle de recouvrement est retrouvée entr'ouverte et légèrement bombée, est accompagné d'un mobilier funéraire comprenant notamment une urne cinéraire. Dans le puits sud, les fouilleurs sortent partiellement une chambre funéraire aménagée à mi-hauteur du corridor. Des vases canopes et un appui-tête y sont notamment mis en évidence,,. Après avoir rédigé deux rapports préliminaires, l'un en 1914 et le second en 1926, Junker publie l'ensemble des résultats de ses fouilles dans une monographie parue en 1938.
Après les travaux de fouilles opérés par Junker, la concession du mastaba de Seshemnefer III passe ensuite sous la direction de George Andrew Reisner. Reisner procède alors à un examen des lieux. Le rapport de fouilles de l'égyptologue américain sur le tombeau G 5170 n'est cependant pas publié.

### Études et conservation muséographique du matériel archéologique

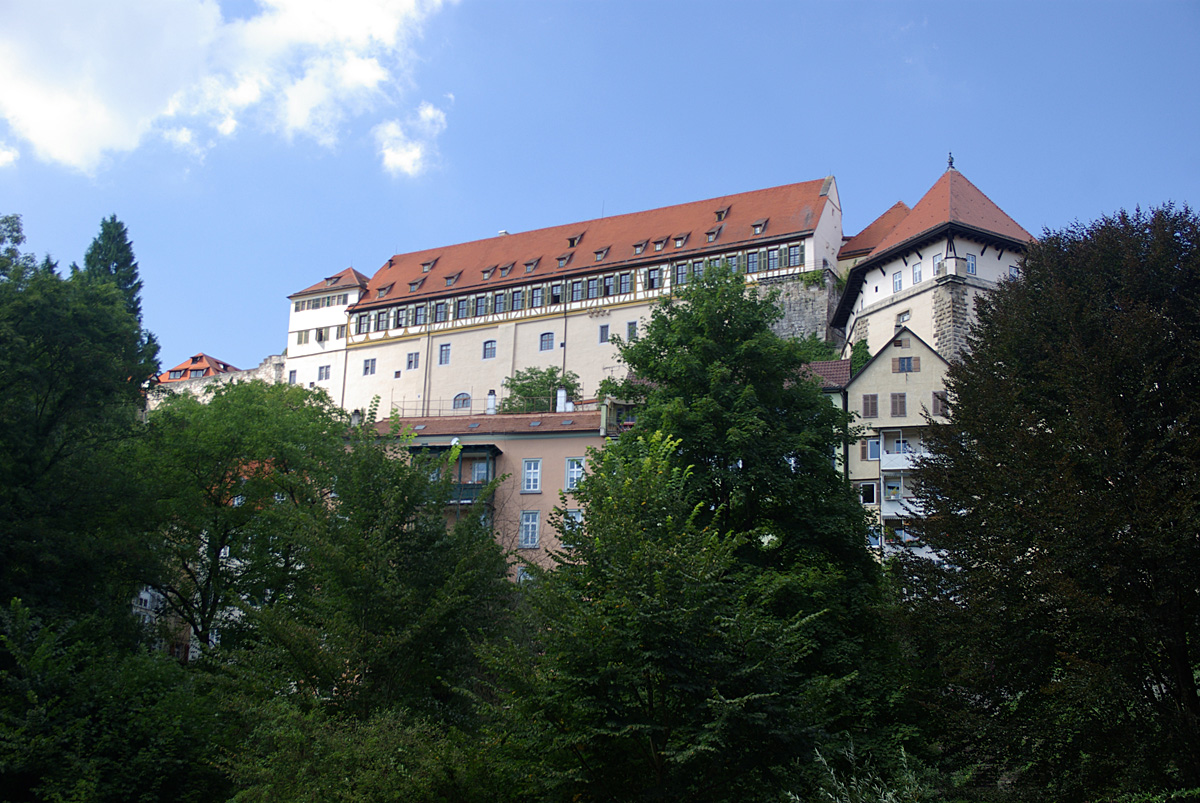
Le château Hohentübingen, lieu de conservation de la fresque murale.

En 1951, après les travaux entrepris par les égyptologues Hellmut Brunner et Emma Brunner-Traut, sous l'égide de l'institut d'archéologie classique de l'université Eberhard Karl de Tübingen, des vestiges du mastaba font l'objet de travaux d'analyse,.
En 1963, les vestiges de la chapelle viennent s'ajouter aux quelque quatre-cents objets de la collection égyptologique de l'université. Les éléments architecturaux du « mastaba de Tübingen » font ensuite l'objet d'une présentation par Helmutt Brunner au Schlossmuseum, installé dans le château Hohentübingen.
Une partie du mobilier funéraire ainsi que deux éléments architecturaux, matériel archéologique issu des fouilles de 1926, ont été, après un partage (de) réalisé la même année, conservés et enregistrés au musée Roemer et Pelizaeus,,.

## Architecture et description

### Classification et typologie du tombeau
Le tombeau de Seshemnefer III est à l'origine un mastaba de « type IIa », converti en mastaba de « type VIIa » selon la classification établie par Reisner,,,. Le tombeau du dignitaire égyptien aurait été remanié afin d'aménager une chapelle (ou chambre cultuelle). Les mastabas de type II sont pourvus d'un unique puits funéraire et sont appareillés de blocs de calcaire à grain fin. Les mastabas de « type VIIa » comportent une chapelle de « type IVa », en forme de « L » et taillée dans la roche,,,.
Hermann Junker remarque que les tombes des membres masculins de la famille Seshemnefer — hormis le mastaba G 5170, les tombeaux de Seshemnefer II, de Seshemnefer III, de Raouer Ier et de Raouer II —, présentent un type d'agencement architectural commun : la chapelle, interne au tombeau, est aménagée dans la partie sud ; un vestibule précédé d'une entrée de conception particulière ; un serdab personnel exposé au sud.

### Plan général et vue d'ensemble
Le monument funéraire se présente sous forme d'un ensemble quadrangulaire de 307,2 m2, dont le massif est construit en pierre calcaire nummulitique qui s'étend sur une longueur de 23,30 m et une largeur de 11 m,,, soit un rapport de 1/1.87. Les murs externes font trente centimètres d'épaisseur. À la différence des murs de la superstructure, les murs de la substructure sont entièrement fait de rocs. Un mur de soutènement, constitué de blocs de pierre calcaire de Tourah à grain fin entoure le massif monumental, sensiblement incliné,,. L'intérieur du massif est composé d'un mélange de sable, de gravier, de roches et de sédiments.
Dans son premier état de construction, le monument a été pourvu d'un unique puits funéraire,. Dans second état de construction, l'édifice funéraire se voit adjoint d'un serdab, érigé sur le côté sud,,.
Le noyau primitif du tombeau, le tumulus, s'étend sur une largeur de dix mètres. En raison du remaniement réalisé sur la partie sud du mastaba lors de son second état de construction, la longueur du tumulus n'a pu être déterminée avec exactitude. Le massif quadrangulaire présente une extension qui se développe sur les côtés sud et au sud-est,,. Du côté nord-est, une portion du tombeau, de forme rectangulaire, coïncide avec la partie sud-est du mastaba G 5080,,.
L'extrémité nord de la façade sud est aménagée d'une fausse porte. La fausse porte, dont le linteau présente un appareil dépourvu de joint — ce qui pour H. Junker, exclu une construction faite de briques crues —, est pourvue d'un pas s'élevant à une hauteur de trente centimètres.

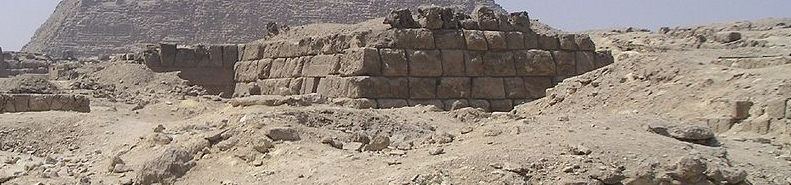
Vue d'ensemble des vestiges du tombeau.

Au nord-est du monument funéraire G 5170 et au nord-ouest du mastaba de Raouer Ier, l'oncle de Seshemnefer III, un corridor, de 3,80 m de long, précédé d'une sorte de trilithe — « torbau (de) », un élément architectural constituant une ouverture faisant office de porte —, permet d'accéder à une cour, de 14 m de long sur 5,80 m de large,,,. La cour vient séparer le tombeau de Seshemnefer III de celui Raouer Ier du côté est,,,. Pour Peter Der Manuelian, Seshemnefer III s'est très probablement servi du mur ouest du tombeau de Raouer Ier afin de clôturer l'exposition nord-sud du couloir d'accès de son propre tombeau. Les murs nord et sud du mastaba de Raouer Ier sont également utilisés pour l'édification du tombeau de Seshemnefer III.

### Superstructure

#### Salle des piliers

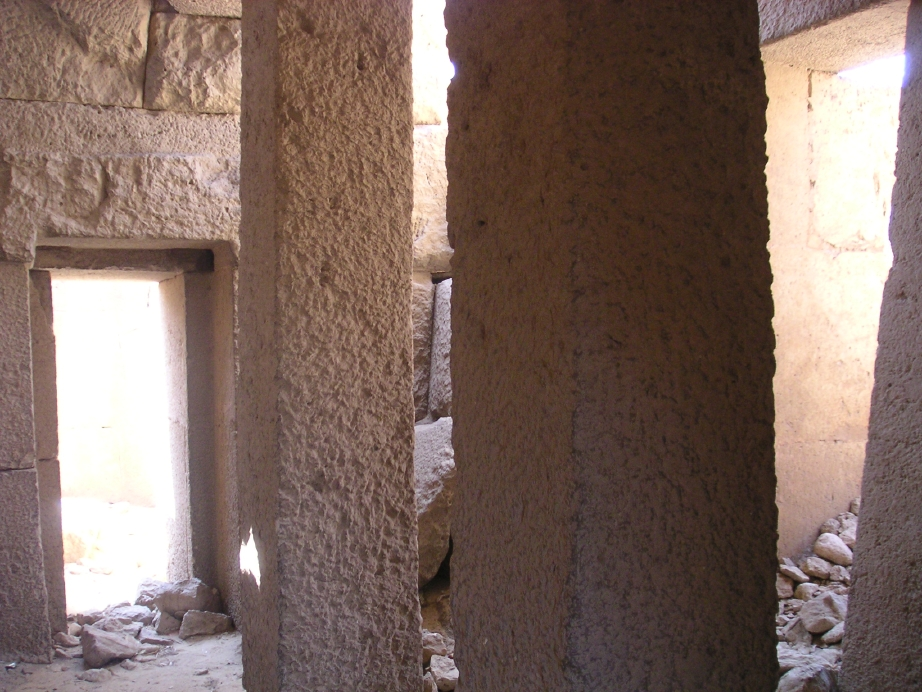
Vue intérieure du mastaba.

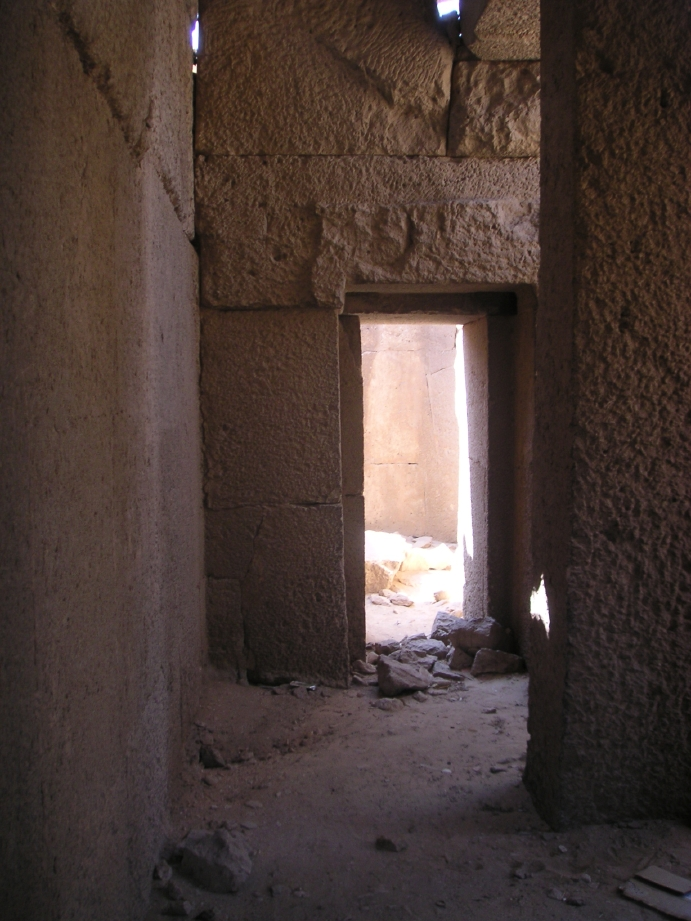
Vue intérieure du mastaba.

La salle dite des piliers, contiguë au mastaba de Raouer Ier, est situé dans la partie est du tombeau de Seshemnefer III,. Cette pièce, obstruée par des blocs de pierre lors de sa fouille, devait être probablement destinée à servir d'antichambre à la chapelle et au serdab,,. Cette probable antichambre est connectée au serdab du côté sud et à la chapelle du côté ouest,,,.
L'antichambre se développe sur une longueur de 5,8 m pour une largeur de 2,8 m,,. Le mur nord présente une épaisseur de deux mètres, tandis que le mur sud est épais de 1,93 m. L'ensemble des murs de la pièce est maçonnée.
L'entrée de la salle des piliers est pratiquée sur le côté est de la façade nord,,. Percée dans le massif du mastaba, l'accès à l'antichambre est encadré par un parement en forme de « V »,,. À l'origine, l'entrée était précédée d'un porche constitué de deux piliers et d'un arc,,,. Seule une trace mise en évidence sur le mur est lors de la fouille du tombeau permet d'attester l'existence de cette structure,. L'entrée, qui donne accès à l'antichambre, était probablement pourvue d'une porte à un seul battant. Le pas de la porte est creusé à 1,10 m au-dessous du niveau du sol. La distance entre les deux piliers est estimée à environ 3,60 m,. La hauteur de la clé de voûte n'a pas été déterminée avec exactitude. Cependant, les vestiges des blocs appareillés encadrant l'entrée permettent d'indiquer que la voûte s'élevait à une hauteur maximale de six mètres. Une architrave constitue la clé d'arc de la voûte,.
Une fenêtre éclaire la salle du côté est. Deux trappes, l'une située dans la partie nord, l'autre dans la partie sud, permettent également d'accéder à l'antichambre,.
La salle est pourvue d'un portique à double colonnade,.
La porte donnant accès à la chambre des offrandes est nichée dans un décrochement vers l'intérieur de 3,17 m de long et 15 cm de profondeur. Deux colonnes, à base carrée de 0,56 × cm de côté, viennent flanquer la porte. L'agencement global présente une asymétrie : les deux piliers sont décalés vers le sud par rapport à la ligne médiane de la porte de la chapelle.

#### Chapelle

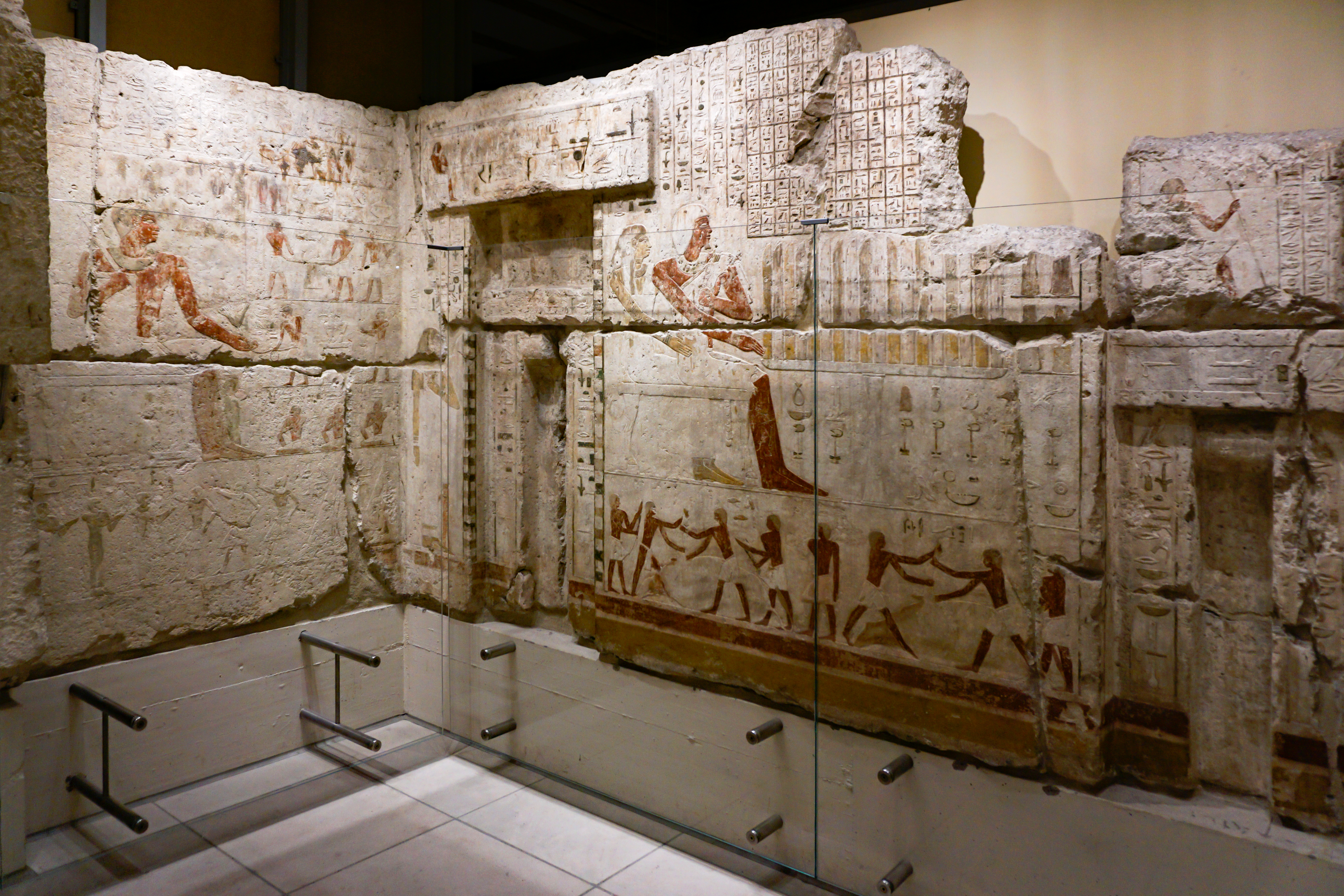
Parois de la chapelle décorées de fresques et encadrée et deux fausses portes.

La chapelle est, selon la classification de Reisner, de « type IVa ». Ce type de chambre cultuelle, que Reisner assigne entre la fin du règne de Mykérinos et la fin du règne de Néferirkarê, voire postérieurement au règne de ce pharaon dans certains cas, sont taillées à même le tumulus formant le noyau du tombeau et sont pourvues de deux fausses-portes.
La pièce cultuelle est située dans la partie sud du mastaba,,. L'accès à la chapelle s'effectue via un couloir de 0,87 m de large pour 1,70 m de long. La chapelle — ou chambre cultuelle, chambre des offrandes — présente un plan au sol sous forme L,,. La chapelle s'étend sur une largeur de 1,43 m et une longueur de 3,64 m, soit un rapport de 1/2,54,,. Elle recouvre une surface de 4,73 m2, soit 6,49 % de la superficie totale du mastaba. Dans le sens de la hauteur, la pièce mesure 2,57 m de haut,.
Deux fausses portes sont aménagées du côté ouest,. L'entrée de la chapelle est gravée d'une unique représentation tandis que les murs sud, nord, est et ouest portent chacun plusieurs décorations mettant en scène le propriétaire du mastaba et sa famille.
Les murs de la chapelle, appareillés de manière régulière au moyen de blocs de pierre calcaire de Tourah, sont recouverts de dalles rectangulaires taillées dans du calcaire numulithique,. Une unique plaque, encadrée par les deux fausses portes, recouvre la moitié supérieure du mur sud, tandis que sa moitié inférieure est recouverte de deux plaques,. Le parement du mur nord est composé, de haut en bas, en deux plaques. La plaque dont la taille est la plus importante, située sur la droite de la fausse porte sud, a pour dimensions 90 cm de haut et 84 cm de large.
Des bas-reliefs associés à une peinture murale décorent les dalles de calcaire numulithique,,. Pour Junker, la composition de la peinture murale (faite avec un genre d'aquarelle) aurait été probablement reproduite dans une autre chapelle, celle du mastaba de Iasen (G 2196),.

#### Serdab
Le serdab, à plan rectangulaire orienté selon un axe est/ouest, est disposé au sud de la chambre des offrandes,. La salle consacrée aux statues représentant le défunt et sa famille est connectée au côté sud de la salle des piliers,.
L'accès au serdab est réalisé par un vestibule de 3,35 m de long sur 1,85 m de large. La toiture du vestibule atteint la même hauteur que celle de la chapelle et de la salle des piliers.
À contrario, le toit recouvrant l'ensemble de la salle des statues, ainsi que la section sud-est du tombeau, s'élève à un niveau plus bas que celui du reste du mastaba,. La couverture du serdab est constituée de dalles orientée nord-sud et atteint 2,85 m de haut,.
Le serdab est subdivisé en quatre pièces séparées par quatre murs,. L'ensemble des parois du serdab sont strictement lisses et anépigraphiques. La pièce principale, qui permet de circuler dans le serdab, s'étend sur 8 m de long pour 1,70 m de large. Les trois autres pièces sont disposées au nord, au sud et à l'ouest de la pièce principale,. Le niveau de leur sol est de 1,34 m plus élevé que celui de la pièce principale. Ces trois pièces sont destinées à abriter les statues. Les murs de séparation entre la pièce principales et les trois autres pièces sont tous trois percées de profondes fenêtres verticales qui permettent aux statues d'être visibles,. Le mur de séparation ouest est percé de trois fenêtres, tandis que les murs de séparation nord et sud sont tous deux percés de cinq fenêtres — l'une des baies du mur nord est aménagée en retour du côté est,. Le nombre de statues abritées dans le serdab n'a pas été déterminé. Cependant, pour Junker, chaque fenêtre devait être appariée à une statue. Le corpus statuaire du mastaba a été perdu.
Le serdab était à l'origine éclairé par deux fentes verticales aménagées du côté est. Pour H. Junker, ces ouvertures n'étaient pas utilisées comme de source de lumière mais plus probablement et principalement destinées à servir de « lien » entre les défunts et le prêtre funéraire ou les visiteurs du tombeau.

### Substructure

#### Puits funéraires
Le tombeau est aménagé de deux puits funéraires : l'un creusé dans la partie nord et le second creusé dans la partie sud,,,. Le puits nord dessert une chambre funéraire, tandis que le puits sud donne l'accès à deux chambres funéraires,,,,.

##### Puits funéraire sud
L'entrée du puits funéraire situé au sud (« B »), à plan carré de type « 4 x 4 E », mesure 2 × 2 m de côté,. Il a été creusé jusqu'à une profondeur de 6,4 m,. Le corridor « A » débute par un escalier se développant sur une longueur de 5,70 m,. Cet escalier est constitué de dix-huit marches mesurant 31 cm de haut chacune. Un couloir de 6,40 m de long succède à l'escalier,. À mi-longueur, le couloir s'ouvre sur une chambre funéraire inachevée qui se présente sous la forme d'une courte galerie,,. L'extrémité du couloir forme un coude à angle droit de 1,65 m de long,.

##### Puits funéraire nord
L'entrée du puits funéraire nord (« A ») mesure 2,08 × 2,08 m de côté et 25 cm d'épaisseur,,. Cet accès est cloisonné par une coupole de deux mètres de diamètre appareillée en pierres de taille,. Les vestiges de la coupole, renseignant sur son angle d'inclinaison, ont permis d'établir que d'une part son sommet de la voûte s'élevait à une hauteur de 1,10 m. La coupole était formée d'une double série de claveaux d'une longueur totale de 0,80 m.
Le puits funéraire nord se prolonge jusqu'à 3,16 m de profondeur. Le corridor souterrain nord est aménagé d'un escalier de 3,84 m de long constitué de douze marches en calcaire mesurant 32 cm de haut chacune,. Un couloir, de 3,56 m de long et 1,55 m de large pour 1,55 m de haut succède à l'escalier,. À la jonction entre l'escalier et le couloir, le puits funéraire nord s'étrécie de 55 cm. Le couloir se termine par un coude à angle droit,,.

#### Chambres funéraires

##### Chambre funéraire deSeshemneferIII
La chambre funéraire est construite dans le prolongement d'un couloir (ou corridor) descendant, de 3,80 m de profondeur. L'accès à la chambre funéraire de Seshemnefer III est réalisé via le puits sud,,. Elle se déploie sur une longueur de 4,52 m pour une largeur de 4,13 m,,,. Son plafond s'élève à une hauteur de 2,07 m,,,.
Le sarcophage est disposé contre le mur ouest de la chambre mortuaire,,. La chambre funéraire comporte deux niches,,. L'une de ces niches, qui mesure 3,10 m de long sur 0,67 m de haut est creusée dans le mur ouest, à l'aplomb de l'emplacement du sarcophage. Ce renfoncement a été aménagé pour abriter une urne funéraire. La seconde niche, creusée dans le mur sud de la salle, mesure 0,55 m de large et 0,25 m de profondeur.
Un puits creusé, une sorte d'ossuaire parallélépipédique de 70 × 60 × 45 cm est disposé dans l'angle sud-est de la chambre mortuaire. Il est probablement destiné à recevoir un vase canope.
Sur le mur est, à une distance 0,95 m du plafond, une inscription est gravée. Cette inscription s'étend sur une longueur de 52,5 cm et comporte six traits verticaux de 7,5 cm de haut.

##### Chambre funéraire obstruée
La chambre funéraire dite obstruée (partiellement explorée) s'étend sur un longueur de 3,20 m pour une largeur de 2,80 m. La zone sondée de cette chambre mortuaire, de forme sensiblement trapézoïdale, mesure en largeur de 0,70 m du côté est et 0,85 m du côté ouest. Une distance de 1,85 m sépare cette sépulture de celle de Seshemnefer III,.

##### Chambre funéraire nord
La chambre funéraire accessible par le puits nord est précédée d'un vestibule à plan carré de 1,56 cm de côté,,. Un étroit passage, mesurant 0,92 cm de long pour 117 cm de large et 1,28 m de haut, vient relier les deux pièces,,. Ce passage est appareillé de blocs massifs de 82 × 40 × 42 cm.
Le plafond de la chambre funéraire s'élève à une hauteur d'environ 1,30 m. De forme sensiblement trapézoïdale, la salle mesure 2,76 m de long sur 2,32 m de large,,. Le sarcophage découvert dans cette sépulture est disposé parallèlement au mur est, à une distance de 0,47 cm,,. Le niveau du renfoncement se trouve à une profondeur de dix centimètres supérieure au reste du sol de la chambre.

## Mobilier

### Sarcophages

#### Sarcophage deSeshemneferIII
Le sarcophage de Seshemnefer III est taillé dans de la roche calcaire extraite des carrières de Tourah,. L'extérieur du cercueil mesure 260 cm de long sur 131,5 cm de large et 75 cm de haut,. Ces parois ont une épaisseur de 37,5 cm. Le cercueil est couvert d'une dalle mesurant 266 × 136 cm pour une épaisseur de vingt-six centimètres,,. Le sarcophage ne porte aucune inscription,.
Le cercueil du vizir égyptien est pourvu de quatre tenons destinés à son acheminement,. Les tenons sont disposés par paire à chacune des extrémités. Le sarcophage mesure 2,66 m de long,.
Lors de sa mise au jour, le sarcophage a été retrouvé légèrement déplacé vers le sud, son couvercle entrouvert. Il ne contenait aucun reste du défunt.

#### Sarcophage d'Henoutsen
Le second sarcophage, mis en évidence dans la chambre funéraire nord, est taillé dans de la roche sédimentaire,. Il a pour dimensions internes 1,63 × 0,46 × 0,50 m,. L'épaisseur de ses parois est de 0,21 cm,. Le couvercle du deuxième cercueil mesure 2,07 m de long, pour 0,88 cm de large et 0,13 cm d'épaisseur,. De même que le sarcophage de Seshemnefer III, ce cercueil est anépigraphique,.

### Vases canopes

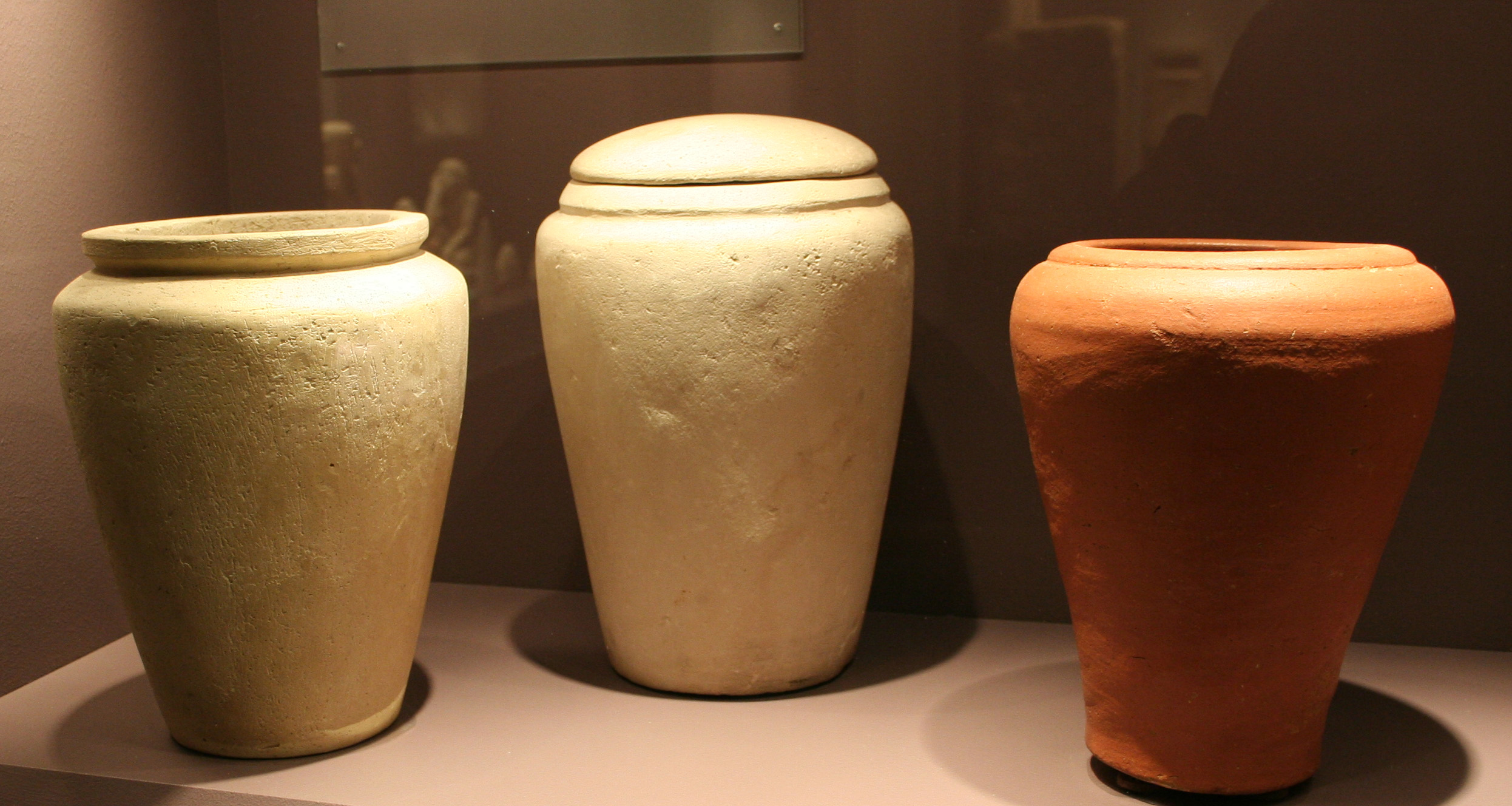
Vases canopes.

Le mobilier comprend quatre vases canopes,,. Les vases funéraires issus du mastaba sont répertoriés aux numéros d'inventaire 3103, 3104, 3105 et 3106 au musée Roemer et Pelizaeus situé à Hildesheim. Les quatre urnes funéraires ont été confectionnées dans de la roche calcaire nummulitique,. Sur les quatre vases mis en évidence par Junker en 1926, un seul a été retrouvé sans couvercle,. Par ailleurs, la totalité de ces urnes funéraires portent sur leurs panses un déterminatif et deux caractères unilitères : 
| O1 | T | S29 |

| O1 | T | S29 |

#### Vase canope3103
Le vase canope no 3103 mesure en hauteur totale (couvercle compris) 29,3 cm et sa panse s'élargit jusqu'à un maximum de vingt-deux centimètres de diamètre. Le corps de l'urne mesure 26,4 cm de haut et sa base fait 11,2 cm de diamètre. Son ouverture a pour diamètre externe 16,8 cm et pour diamètre interne 13,2 cm. Le couvercle mesure 3,8 cm de haut (dont 0,8 cm pour le tenon) et fait 16,4 cm de diamètre (12,3 cm au niveau du tenon).

#### Vase canope3104
Le vase canope no 3104 mesure en hauteur totale (couvercle compris) 28,4 cm et sa panse s'élargit jusqu'à 20,7 cm de diamètre maximal. Le corps de l'urne mesure 25,6 cm de haut et sa base fait 11,4 cm de diamètre. Son ouverture a pour diamètre externe 16,5 cm et pour diamètre interne 13,4 cm. Le couvercle mesure 3,8 cm de haut (dont 0,9 cm pour le tenon) et fait 16,1 cm de diamètre (12,0 cm au niveau du tenon).

#### Vase canope3105
Le corps du vase canope no 3105 mesure en hauteur totale 26,5 cm et sa panse s'élargit jusqu'à 20,2 cm de diamètre maximal. La base mesure treize centimètres de diamètre. Son ouverture a pour diamètre externe 15,7 cm et pour diamètre interne 13,1 cm.

#### Vase canope3106
Le vase canope no 3106 mesure en hauteur totale (couvercle compris) 30,5 cm et sa panse s'élargit jusqu'à 21 cm de diamètre maximal. Le corps de l'urne mesure 27,7 cm de haut et sa base a pour diamètre 13,7 cm. Son ouverture a pour diamètre externe 17,1 cm et pour diamètre interne 15,4 cm. Le couvercle mesure 3,6 cm de haut (dont 0,7 cm pour son tenon) et fait 17,1 cm de diamètre (14,9 cm au niveau du tenon).

### Autres pièces du mobilier
Le mobilier funéraire comporte cinquante-huit pièces de vaissellerie (bols, tasses et assiettes) fabriquées en albâtre, les fragments d'une cruche ainsi qu'une urne cinéraire à col large et dorée à la feuille,,. Les fouilles ont permis de retrouver un couteau en silex, objet probablement utilisé dans le contexte d'un rituel de sacrifice animal. Ces pièces de mobilier ont été mises en évidence dans le puits funéraire nord.
L'édifice funéraire a livré un appui-tête taillé dans de la pierre calcaire, pièce retrouvé avec les quatre vases canopes dans la chambre funéraire obstruée attenante au puits funéraire sud, ainsi qu'un fragment de décors floral doré à la feuille,.

## Inscriptions et scènes

### Liste des domaines
La salle des offrandes, comme celles des mastaba de Ti et Seshemnefer IV, comporte une liste de domaines funéraires de trente-six porteuses (représentant un nome chacune). Elle est subdivisée en quatre registres. Les premier et second registres (ou séries) comptent chacun huit domaines, les troisième et quatrième registres en comprenant chacun dix. Sur l'ensemble des trente-six domaines funéraires, un seul ne comporte pas de nom : il s'agit du huitième nome, lequel porte uniquement la représentation d'un « porteur d'offrande anonyme ».
Le toponyme relatif à Snéfrou, mentionné sous les termes « île de Snéfrou », est présent deux fois dans le registre III, au sein des domaines dix-neuf et vingt,.
Le toponyme relatif à Khéops est présent au sein des domaines un, deux et cinq — et possiblement le trois — dans le registre I ; ainsi qu'au sein du domaine seize, registre II.
Le toponyme relatif à Khéphren est mentionné dans le domaine dix-huit, registre III.
Le toponyme relatif à Ouserkaf apparaît dans le domaine six, registre I ; ainsi que dans les domaines vingt-sept, vingt-huit et trente du registre IV.
Le toponyme relatif à Sahourê est présent dans les domaines sept et dix du registre I ; ainsi que dans les domaines treize, quatorze et quinze du registre II.
Le toponyme relatif à Seshemnefer Ier apparaît dans les domaines onze et douze du registre II ; dans le domaine vingt-six du registre III ; et dans les domaines trente-deux, trente-trois, trente-quatre, trente-cinq et trente-six du registre IV,.
Le toponyme relatif à Néferirkarê Kakaï est mentionné dans le domaine neuf, registre II.

### Inscriptions des charges et titulatures
Treize inscriptions, sous forme de cartouches, sont gravées dans la chapelle — six sur le mur ouest et sept sur le mur sud,,. Ces inscriptions hiéroglyphiques, qui se rapportent aux charges et titres du vizir, sont semblables à celles retrouvées dans les mastabas de Seshemnefer Ier et Seshemnefer II. Deux des inscriptions présentent un caractère législatif, l'une datée de la période précédant la magistrature de Seshemnefer III et l'autre datée de la période d'exercice de fonction de la personnalité égyptienne,.

#### Inscriptions du mur ouest
- Le texte du premier cartouche, un sceau à caractère législatif[133], est le suivant : | G17 · D21 | M23 | X1 | Y4 | D36 · Y1 |

| G17 · D21 | M23 | X1 | Y4 | D36 · Y1 | Sa translittération donne : « jmj-r zšw ˁw nzwt », pouvant se traduire par les termes « Contrôleur des documents des scribes du roi »[134],[133],[Note 9].
- Le texte translittéré du deuxième cartouche est le suivant : « ḥrj sštȝ n wḏt-mdw nbt nt nzwt », pouvant se traduire par les termes « Dans le secret privé de tous les jugements du roi »[134].
- Le texte translittéré du troisième cartouche est le suivant : « ˁḏ mr (n) zȜb », pouvant se traduire par les termes « Juge et garant de l'ordre »[134].
- Le texte translittéré du quatrième cartouche est le suivant : « nj nst ḫntjt », pouvant se traduire par les termes « Celui qui appartient à la première autorité »[134].
- Le texte translittéré du cinquième cartouche est le suivant : « jmj-r pr.wj ˁhȝw », pouvant se traduire par les termes « Responsable des deux forteresses »[134].

#### Inscriptions du mur sud
- Le texte translittéré du premier cartouche est le suivant : « zȜ nzwt nẖt=f », pouvant se traduire par les termes « Fils du roi de son corps »[134].
- Le texte translittéré du deuxième cartouche est le suivant : « ḥȜt-ˁ », pouvant se traduire par le terme « Comte »[134].
- Le texte translittéré du troisième cartouche est le suivant : « jmj-jz », transcrit par « imy iz », termes pouvant se traduire par « Celui qui est dans le bureau jz (ou iz) » — c'est-à-dire le conseiller — ou encore « Celui qui est dans la chambre du roi » — autrement dit le chancelier[135],[134].
- Le texte translittéré du quatrième cartouche est le suivant : « ẖrj-ḥbt », pouvant se traduire par le terme « Prêtre-lecteur »[134].
- Le texte translittéré du cinquième cartouche est le suivant : « tȜjtj ṯȜtj (n) zȜb », pouvant se traduire par les termes « Juge en chef et vizir »[134].
- Le texte translittéré du sixième cartouche est le suivant : « ḫt Mnw », pouvant se traduire par les termes « Grand prêtre de Min », la préposition ḫt signifiant littéralement derrière, ou après, ce sceau peut également faire référence à la notion de « Celui qui suit Min » ou « Celui qui accompagne Min »[136],[134].
- Le texte du septième cartouche est le suivant : | S29 | nTr | T21 · X1 | Z1 |

| S29 | nTr | T21 · X1 | Z1 |

### Scènes de la fresque de la chambre des offrandes
La fresque comporte une scène dite à offrandes nḏt-ḥr, les termes nḏt-ḥr signifiant littéralement une salutation au défunt, ou, plus précisément, une oblature, une remise de présents faite au défunt en guise de salut. Les représentations de rituels d'offrandes nḏt-ḥr sont répertoriées en trois séquences (ou type) : le premier type, désigné sous les termes prt-ḫrw (offrandes d'invocation) représente l'acheminement (délivrance) des offrandes (animaux du désert, bovidés, poules) depuis les villages alentour jusqu'à la sépulture du défunt ; le second type décrit la procession de personnages en file indienne acheminant du pain, bière et autres denrées alimentaires ; le troisième type figurant différentes processions de porteurs d'offrandes apportant des biens alimentaires au sein du tombeau. La scène nḏt-ḥr du tombeau de Seshemnefer III consiste en quatre registres. Le premier registre figurent une procession de personnages qui tiennent des documents de comptabilité, documents ayant très probablement trait aux denrées livrées jusqu'au tombeau. Les second et troisième registres, de type prt-ḫrw, représentent pour l'un la livraison de bêtes du désert et pour l'autre l'acheminement de bœufs jusqu'à la sépulture. Le quatrième registre décrit une file de personnages apportant des volailles.
La fresque murale comprend également une scène avec remise de lotus,. Elle est répertoriée parmi les iconographies de type 2.1 : elle comporte une scène représentant le défunt (le maître) recevant une fleur de lotus. La fleur est donnée par son fils. La scène apparaît sur le mur sud de la chapelle,. Pour William Kelly Simpson, ce genre de scène est relativement fréquente (usuelle) sous les Ve et VIe dynasties.
À l'instar des compositions de remise de la fleur de lotus figurés dans les mastabas de Seshemnefer II et d'Imery, celle de Seshemnefer III est entièrement entourée de personnages représentant la famille du défunt. En outre, il y a une relation directe entre la composition de la scène du lotus et l'arrangement ou la disposition des motifs cernant chacun des personnages de la famille.
Comme sur les murs sud des chapelles des mastabas de Sekhemka (G 1029), Nefer (G 4761) ou encore Raouer II (G 4570), le propriétaire de la sépulture apparaît en présence de danseurs et de musiciens.

Fresque murale de la salle des offrandes de la tombe de Seshemnefer III
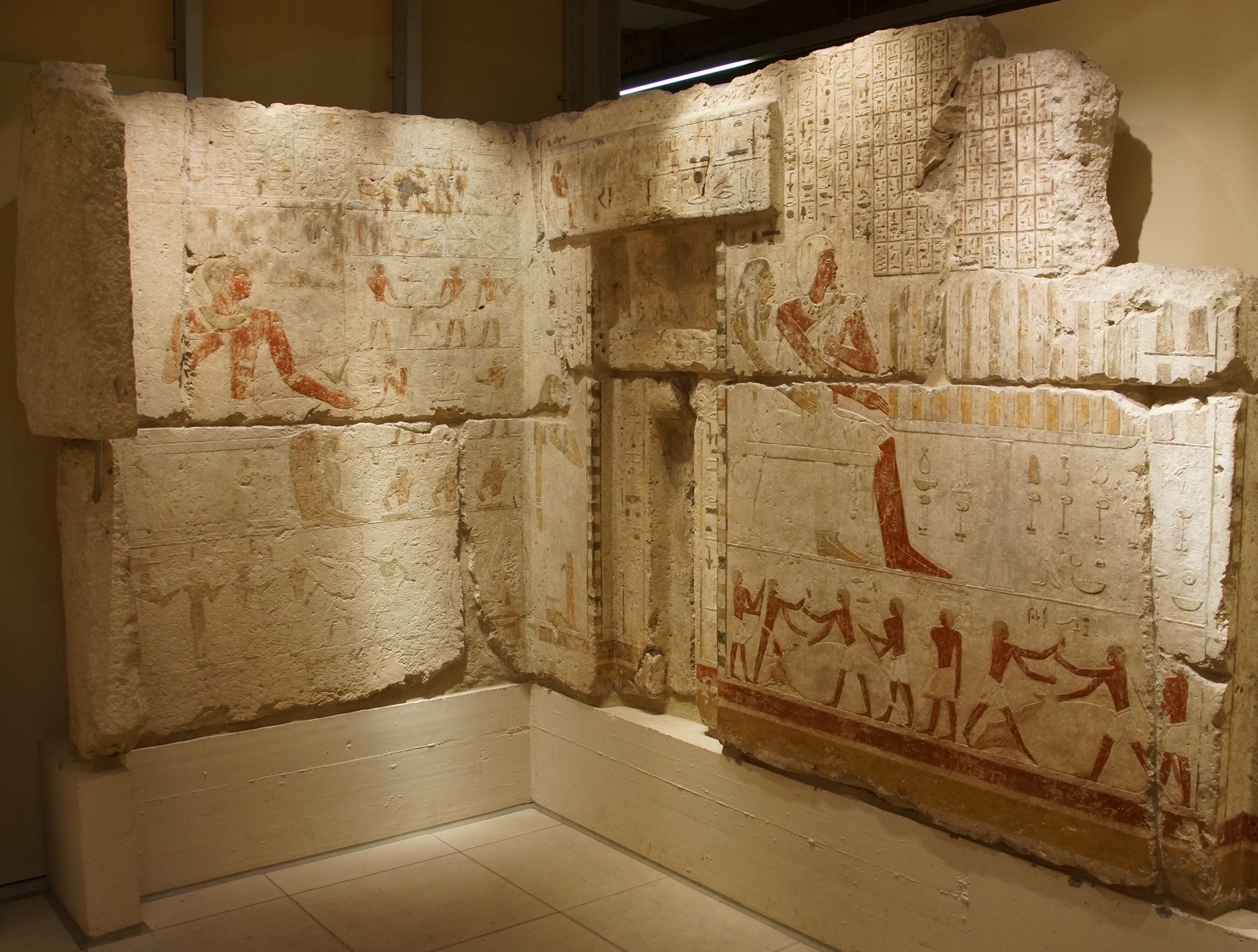
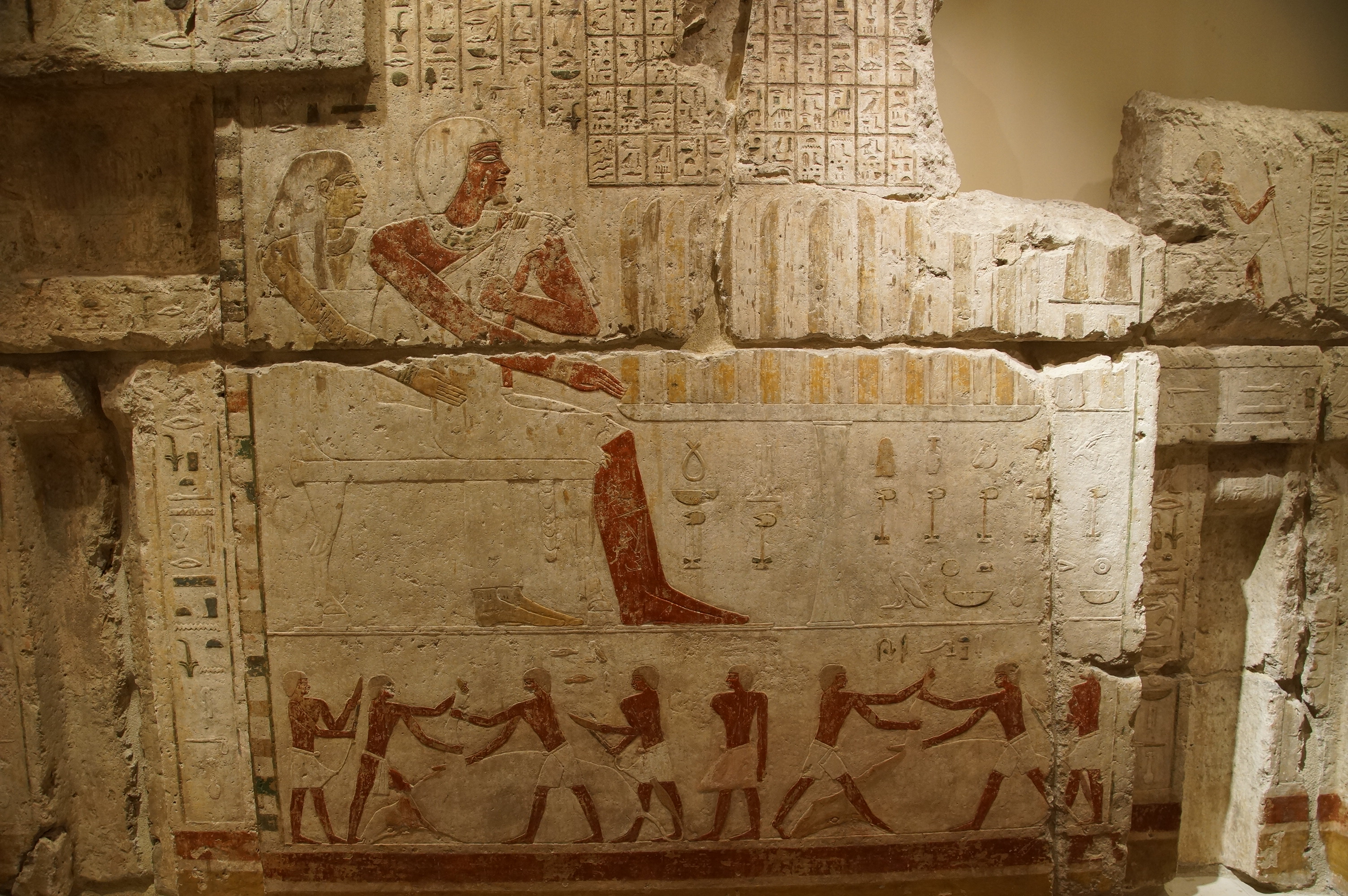
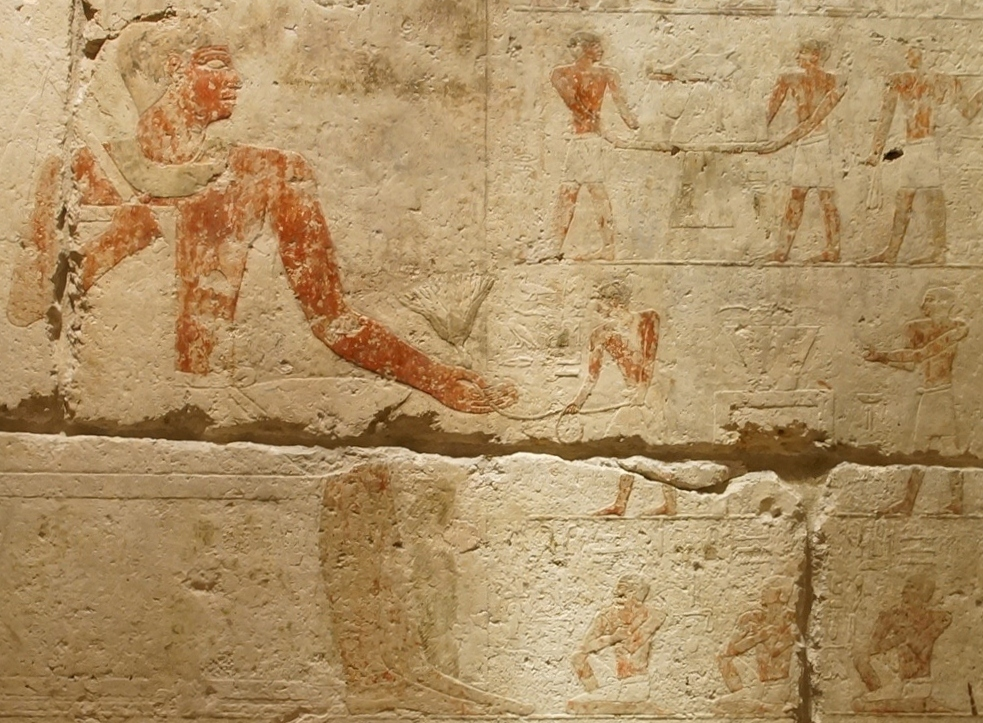
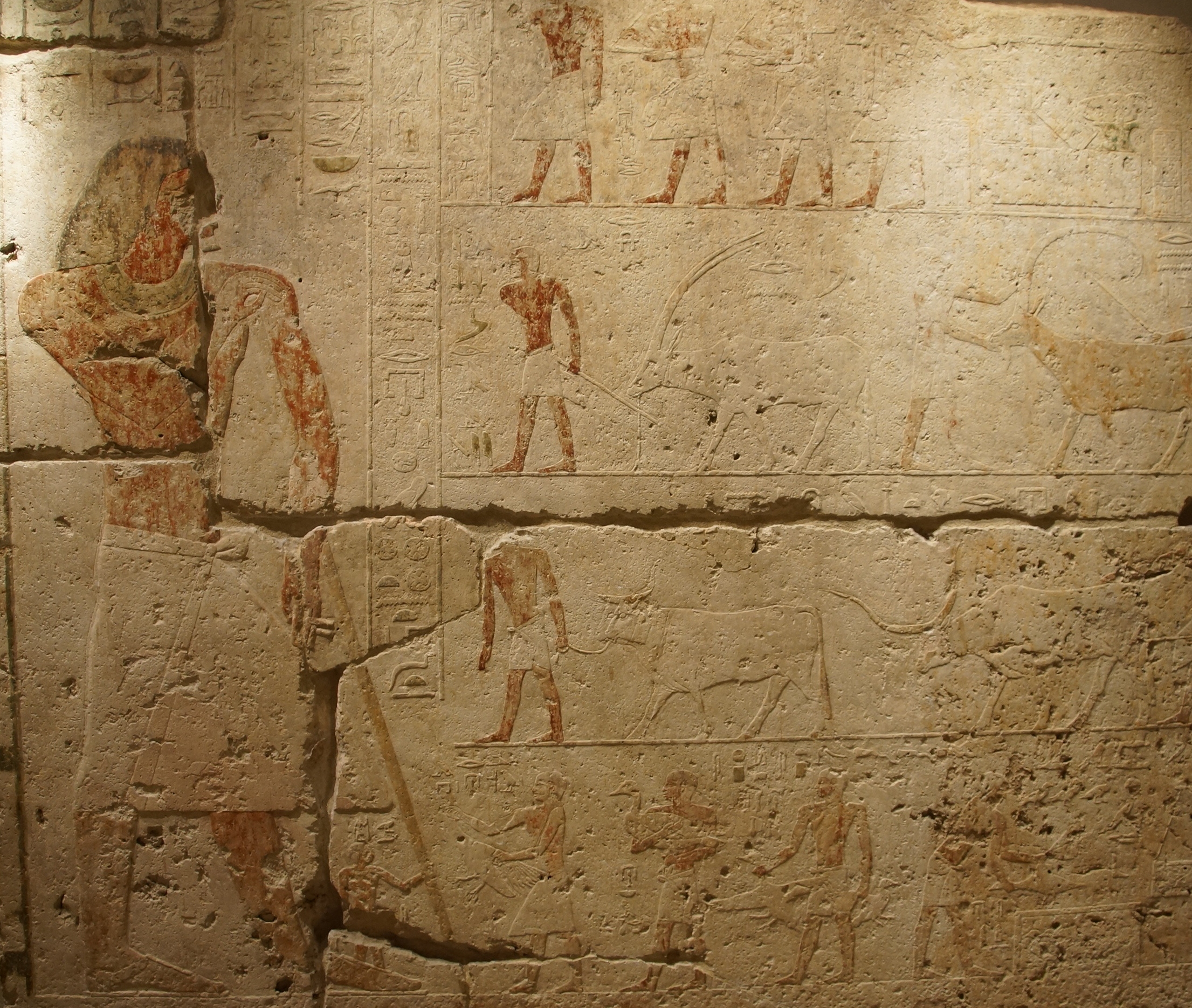
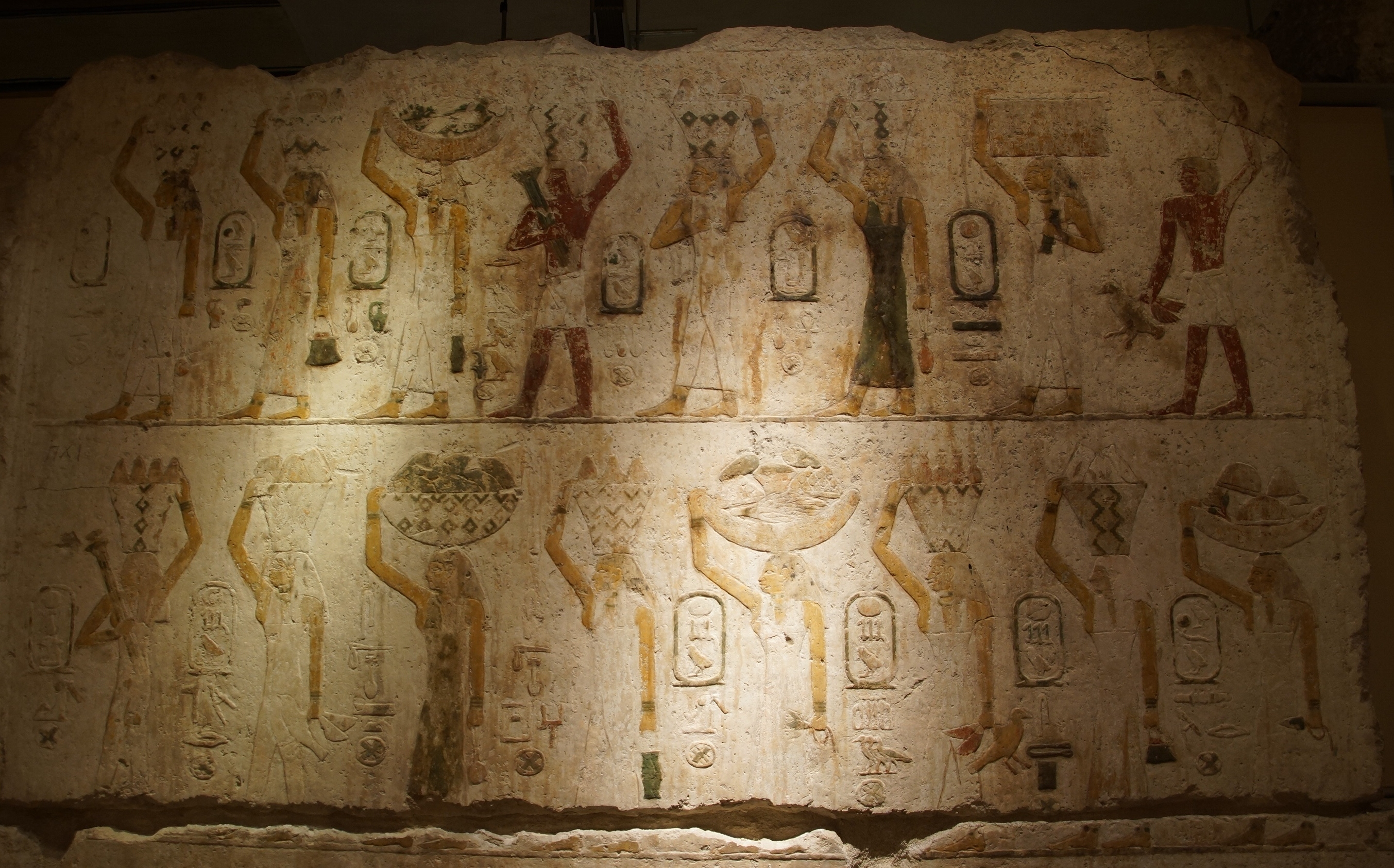

### Inscriptions gravées sur l'architrave
L'architrave, vestige de la voûte surmontant l'entrée de l'antichambre et mis en évidence par Junker en 1926, mesure 201 cm de long pour 43,7 cm de large et 12 cm d'épaisseur,. L'architrave a été retrouvée sous forme fragmentée. Les quatre fragments — a, b, c et d — ont pour dimensions respectives (hauteur x largeur x épaisseur) : 48,5 × 98,6 × 12 cm ; 47,3 × 58,5 × 9 cm ; 47,3 × 53 × 9 cm ; 47,3 × 74 × 8,5 cm. Le vestige porte trois cartouches hiéroglyphiques dédiés à Khéops Seneb.
Le texte translittéré du premier cartouche est le suivant : « ḥ[tp]-dj-[nswt] Jnpw ḫntj zḥ-nṯr qrst.f m hrt-ntr zmjt jmntt jȜw nfr wrt ḫpj.f ḥr wȜwt nfrwt ḫpjt jmȜḫw jm.s ».
Le texte translittéré du second cartouche est le suivant : « Zkr rk[ḥ] prt-Mnw wȜḥ ˁḫ Ȝbd sȜḏ Ȝbd ḥb nb hrw nb ḏt ».
Le texte translittéré du troisième cartouche est le suivant : « ḥm-nṯr Mdd-r-nbtj ḥrj-sštȜ n nb.f jmj-rȜ jpt-nswt Ḫwfw-snb ».
Sur le reste du bloc, à gauche des trois cartouches, le personnage défunt, Khéops Seneb, objet du dédicace, est associé à deux pattes de bovin. Il est représenté assis sur une chaise à dossier bas. Le pied gauche et droit du personnage, disproportionnés, sont décalés l'un par rapport à l'autre, le pied gauche représenté sensiblement en avant. La tête parée d'une perruque courte et d'une barbe, le personnage est vêtu d'un pagne. La main du bras droit est placée au-dessus de la cuisse, tandis que la main gauche, légèrement inclinée, tient un long objet.

### Inscriptions gravées sur une fausse porte
Une fausse porte et son linteau, mis en évidence dans le puits funéraire, sont gravés d'inscriptions consacrées à Jḥw (translittération de 
| i | H | w |

| i | H | w |

 L'ensemble de la pièce d'œuvre léger, retrouvée sous forme fragmentée, fait de pierre calcaire, mesure 72 cm de long pour 44 cm de large et 12,5 cm d'épaisseur. Certaines parties des inscriptions hiéroglyphiques ont disparu, notamment les coins se trouvant en haut, à droite et en bas, à droite,,. Les failles de la pièce maçonnée atteignent 1 à 1,3 cm, 1,2 à 1,7 cm et jusqu'à 2,5 cm selon les endroits. La translittération des trois cartouches donne : « jmȝḫw ḫr Wsjr nb Ḏdw jmȝ [ḫw Jḥw] ».